# Senna (minisèrie de televisió)
Senna és una minisèrie de televisió dramàtica biogràfica brasilera basada en la vida del pilot de carreres Ayrton Senna. Es va estrenar a Netflix el 29 de novembre de 2024, amb subtítols en català.
Netflix va anunciar la sèrie el setembre de 2020. La sèrie va ser produïda amb l'ajuda de la família d'Ayrton Senna. Viviane Senna va afirmar: "És molt especial poder anunciar que explicarem la història que només poques persones coneixen d'ell. La família Senna està compromesa a fer d'aquest projecte una cosa totalment únics i sense precedents. I ningú millor que Netflix, que té un abast global, per ser el nostre soci".
L'agot de 2022 es va anunciar que Vicente Amorim en seria el director i productor creador. Gabriel Leone va ser elegit per fer de Senna el març de 2023. Kaya Scodelario es va unir al repartiment el juliol de 2023.
La sèrie es va rodar a São Paulo i Angra dos Reis, i també es van rodar algunes escenes a l'Argentina, l'Uruguai i el Regne Unit. El rodatge va començar a finals de 2023.

## Elenc
- Gabriel Leone com Ayrton Senna.[12][13]
- Alice Wegmann com Lílian de Vasconcellos Souza, esposa de Senna entre 1981 i 1982.[14][15]
- Pâmela Tomé com Xuxa Meneghel, presentadora de televisió i parella sentimental de Senna de 1988 a 1990.[16][17]
- Julia Foti com Adriane Galisteu, model i parella de Senna des de 1993 fins a la mort del pilot.[18]
- Camila Márdila com Viviane Senna, germana de Senna.[19]
- Susana Ribeiro com Neyde Joana Senna, mare de Senna.[18]
- Marco Ricca com Milton Guirado Theodoro da Silva, pare de Senna.[18]
- Nicolas Cruz com Leonardo Senna, germà petit de Senna.[18]
- Gabriel Louchard com Galvão Bueno, periodista esportiu i amic de Senna.[20]
- Matt Mella com Alain Prost, pilot francès, rival de Senna.[21]
- Kaya Scodelario com Laura Harrison, periodista esportiva (personatge fictici).[22][23]
- Pedro Tirolli com Bruno Senna, nebot de Senna i pilot automobilístic